# Chronologie d'Oran
 (décembre 2014).
Si vous disposez d'ouvrages ou d'articles de référence ou si vous connaissez des sites web de qualité traitant du thème abordé ici, merci de compléter l'article en donnant les références utiles à sa vérifiabilité et en les liant à la section « Notes et références ».

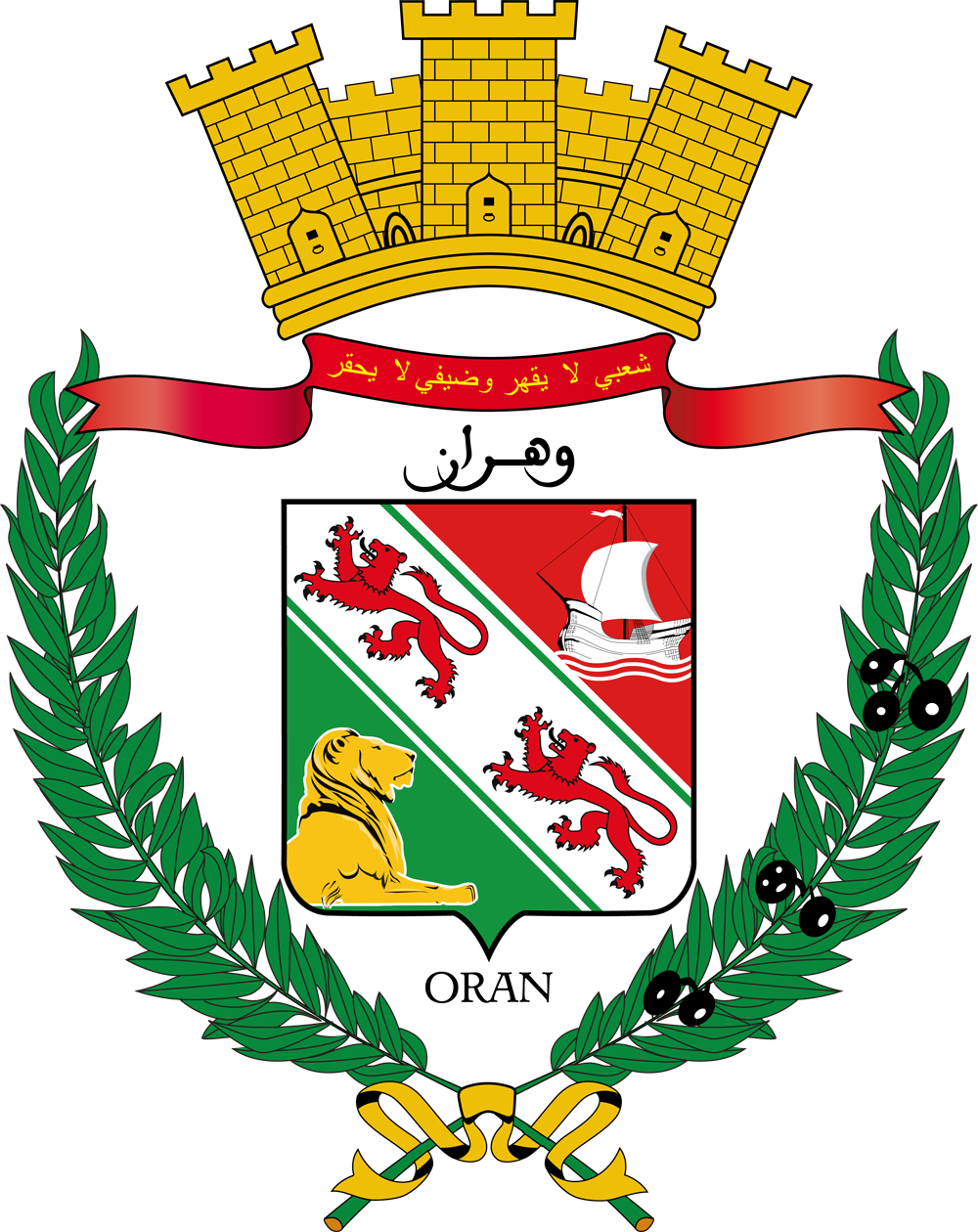
Armoiries de la ville d'Oran (depuis 1967)

Chronologie de la ville d'Oran, de sa fondation en l'an 902 à nos jours.

## Dynasties arabo-berbères
902 : fondation de la ville par les Andalous.

## Période espagnole et ottomane
1509 : occupation de la ville par les Espagnols.
1543 : lancement de l'expédition espagnole de Tlemcen, entre le 27 janvier et le 8 mars 1543 dans le but de renverser le roi zianide Abû Zayyan III et de le remplacer par Abu Abdallah VI.
1708 : prise de la ville par le Bey Mustapha Bou Chlaghem qui en a fait le siège de l’administration du Beylik de l'Ouest.
1732 : réoccupation de la ville par les Espagnols.
1792 : prise de la ville par le bey Mohamed El Kebir.
La maison Bacri-Busnach qui avait obtenu le monopole du commerce des céréales dans toute la Régence, étend son privilège au port d’Oran en 1801.

## La colonisation française

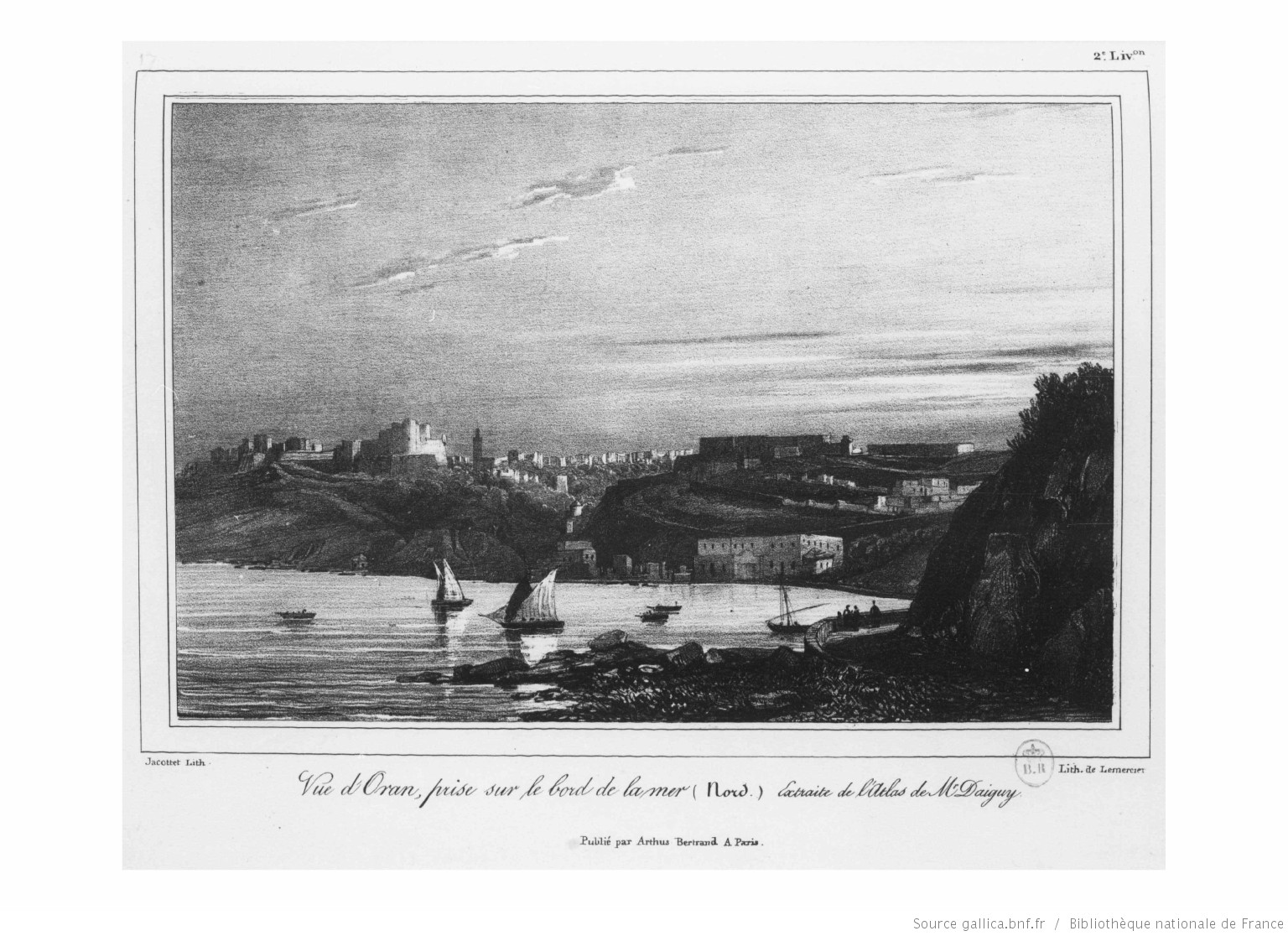
Oran vue de mer (XIXe siècle)

- 1830 : la ville de 10 500 habitants est encore possession de la Sublime Porte (Empire ottoman) lorsqu'une escadre sous les ordres du capitaine Louis de Bourmont s'empare de Mers el-Kébir, le 14 décembre 1830.
- 1831 : c'est dans une cité en grande partie détruite, à la suite du violent tremblement de terre qu'a connu la ville, peuplée de 2 750 âmes, que, le 4 janvier 1831, s'installent les Français commandés par le général comte Denys de Damrémont. La ville compte alors 3 800 habitants (selon un récemment de 1832), dont une communauté juive qui comprend 3 531 personnes, 750 chrétiens (d'origine espagnole) et 250 musulmans. 
En septembre, le général Berthezène nomme à Oran, avec les mêmes attributions, M. Pujol, capitaine de cavalerie en retraite, blessé à la main droite sous l'Empire. L’une des premières mesures de l’administration militaire française fut de faire raser toutes les habitations et autres masures qui masquaient les vues du côté de l’est, entre Château Neuf et le Fort Saint-Philippe. On fit de même, par la suite, pour tous les gourbis qui, du côté du Ras El Ain, pouvaient favoriser des embuscades et permettre à des assaillants de se glisser jusqu’aux remparts de la ville.
- Découpage administratif de l’État d'Abd el Kader, Il adopta la ville de Mascara comme capitale avant de choisir Tagdempt Tiaret (La Smalah), durant la conquête française de l'Algérie (1830-1857). Le premier gouverneur était Mohamed Benfreha Al-Mahaji. Mascara fut brûlée et partiellement détruite par le maréchal Clauzel en 1835.
- L’œuvre d'État d'Abd el Kader commence en 1834 avec le traité Desmichels, et se poursuit plus activement après mai 1837, lorsque le traité de la Tafna reconnaît son titre d’émir et son autorité sur la majeure partie des provinces d’Alger et d’Oran. Abd El-Kader ne se borne pas à rassembler des terres, à grouper des territoires pour asseoir sa puissance politique. il va les unifier administrativement dans un sens égalitaire et populaire pour unir les populations contre les Français, à l’automne.
- 1835 : traité du camp des Figuiers Valmy (El Kerma) le 16 juin entre le général Trézel et les aghas des Zmalas et les Douairs.
- Abd El Kader demanda au général Trézel de lever sa protection sur ces tribus des Zmalas et les Douairs afin qu’elles puissent retourner sous son autorité mais le général Trézel refusa.
- 1835 : le combat reprit de nouveau. Les deux parties se rencontrèrent le 26 juin à la ferme de la forêt Moulay Ismaïl, près de la ville de Saint-Denis-du-Sig. Le colonel Oudinot trouva la mort au cours de ce combat.
- 1835 : bataille de la Macta, Abd El Kader signe avec le général Bugeaud (Commandant militaire d’Oran) le traité de la Tafna qui lui assure le contrôle des deux tiers du territoire algérien.
- 1836 : le général de Létang crée la magnifique promenade d'où l'on peut jouir d'un si beau panorama.
- 1837 : 20 mai, le général Thomas-Robert Bugeaud, débarque à Oran pour négocier un nouveau traité (la convention de la Tafna) avec l’Émir Abdelkader.
- 1844 : parution du premier journal de la région, l’Écho d’Oran.
- 1844 : Amram Sananés siège à la chambre de commerce.
- 1845 : le général Lamoricière a créé le premier quartier d’Oran principalement habité par des étrangers, des proscrits, des renégats, des bohémiens et en particulier les hommes de couleur, Ce fut le village des Djalis ou des étrangers, que l’on appellera par la suite, assez improprement d’ailleurs village-nègre. C’est en 1880 que les citadins des banlieues ont de nouveau habité le quartier. Le quartier est devenu Médina Jdida (ville nouvelle). Ce quartier a constitué le principal centre d'agglomération des musulmans algériens dans la ville d'Oran.
- 1845 : l'hôpital Baudens est le premier hôpital militaire construit par les Français et ouvert au public en 1849.
- 1847 : après trois ans de combats sporadiques, Abd El Kader  se rend au général Lamoricière.
- 1847 : création du consistoire provincial d’Oran.
- 1847 : 1er janvier : 47 300 Français étaient venus d'Alsace, des Vosges, du Dauphiné et du sud de la France en même temps que 31 000 Espagnols, 8 800 Maltais, 8 200 Italiens et 8 600 Suisses et Allemands qui passaient pour être les plus mauvais colons.
- À partir de 1848 : Oran devient préfecture du département homonyme. Création du petit bassin du Vieux Port (quatre hectares). Un hôpital civil est édifié.
- 1849 : Du 11 octobre au 17 novembre, 1 817 décès ont été déclarés à l’état civil d’Oran par le choléra.
- 1849 : construction de la chapelle de la Vierge pour se protéger du choléra.
- 1850 : la ville se cantonne dans les bas quartiers avec une seule pointe sur le plateau représentée par le quartier israélite.
- 1851 : 30 258 habitants à Oran.
- 1854 : Haim Bénichou, président du consistoire souhaite une francisation rapide des Juifs.
- 1856 : création du village Lourmel (El Amria) par décret de L’empereur Napoléon III, le village européen prendra officiellement le nom de Lourmel.
- La gare d'Oran a vu le jour par décret impérial. La ligne ferroviaire Alger - Oran est ouverte le 8 avril 1857.
- Les membres du premier conseil général d'Oran, nommés par l'empereur Napoléon III, se réunissent le 5 décembre 1858 à la préfecture, sous la présidence de Jules du Pré de Saint-Maur.
- 1859 : arrivée des juifs de Tétouan.
- 1860 : construction du Casino Bastrana ; ce lieu a servi pendant plus d’un siècle comme théâtre, salle des fêtes et salle de concert.
- 1860 : le cimetière chrétien (Tamashouet) est construit sur la terre rouge (El Hamri) de la ferme Lamur, à l'extérieur des remparts existant en ce temps-là, et après la désaffectation du cimetière espagnol du fort San Fernando de Ras El Ain saturé après les épidémies de choléra de 1849.
- 1860 : la construction du Marché couvert appelé Marché et Place Karguentah (Place Zeddour Mohamed Brahim Kacem); il brûle en 1986.
- 1865 : l’empereur Napoléon III séjourne à l'hôtel de la Paix, l’un des plus grands hôtels de la ville[3].
- 1865 : Napoléon III offre la nationalité française aux Juifs et Musulmans. Ce décret est très mal vu des colons et ce n'est que le 24 octobre 1870 que le décret Crémieux va effectivement permettre a 37 000 Juifs d'Algérie de devenir citoyens de France.
- 1866 : 25 juillet, création du diocèse d'Oran.
- 1867 : la compagnie du P.L.M. s'installe à Oran. L'ouverture de la ligne a lieu en 1871.
- 1870 : 22 septembre, Saint-Denis-du-Sig devient une commune de plein exercice, qui élit alors son premier maire.
- 1870 : le décret-loi du 24 octobre a conféré le statut de citoyen à tous les indigènes israélites.
- 1871 : vague d'antijudaïsme à Oran à travers les élections et les journaux.
- 1873 : installation de la statue de la Vierge mise en place sur la tour.
- 1876 : 45 640 habitants à Oran.
- La Cimenterie de La Cado daïra de Zahana située à 37 km d'Oran est la première grande usine de l'industrie oranaise. Elle prend en 1976 le nom de Complexe Erco.
- 1880 : un quartier d'Oran appelé Village Nègre (M’dina-Jdida) contenait de nombreuses petites maisons. Il fut longtemps le point de ralliement de tous les visiteurs de passage à Oran. La Tahtaha, la grande et légendaire esplanade, qui la scinde en deux quartiers, dont la partie basse est appelée Medinet El-Haddar et la partie haute, Sidi Okba, incluant la place Sidi Blel et la place Sebalat Et-Tolba, à partir de laquelle on investit facilement les ruelles et les nombreuses khouchettes (impasses) du quartier.
- 1880 : la Maison Bastos, manufacture de tabacs construite vers 1880 à Oran. Elle est considérée comme la première industrie naissante dans le centre de la ville.
- 1880 : début de la construction de la grande synagogue d'Oran.
- 1881 : apparition des premiers omnibus traînés par deux chevaux.
- 1885 : 63 929 habitants à Oran.
- 1886 : inauguration de l'hôtel de ville d'Oran (Dar El Sbouâ).
- 1887 : un lycée de garçons (baptisé Lamoricière en 1941) ouvre ses portes à Oran. Le lycée devint de ce fait, par rapport au nombre d'élèves, l'un des plus grands lycées français. Il est renommé Lycée Pasteur en 1963. Il abrite aujourd'hui le consulat de France à Oran.
- 1890 : Oran, à l'étroit, commence à grimper vers Karguentah. Peu à peu, la ville sort de ses limites et de nombreux faubourgs se créent : Saint-Antoine, Eckmühl, Boulanger, Delmonte, Saint-Michel, Miramar, Saint-Pierre, Saint-Eugène, Gambetta.
- 1892 : dans les jardins de l’orphelinat de Misserghin, le  Frère Clément va récupérer les fleurs de l’arbre et en faire un semis. La clémentine est née. Elle recevra son nom officiel en 1902 par la société algéroise d’agriculture.
- 1896 : 80 981 habitants à Oran.
- 1896 : il y avait 15 524 Marocains en Algérie, le département d’Oran en regroupant 11 820.
- 1897 : Oran a vu naitre le plus ancien club de football d'Afrique et des pays arabes, Club Athlétique Liberté d’Oran (CAL Oran).
- 1898 : le monument de Sidi-Brahim d'Oran par Jules Dalou est élevé à la mémoire du 8e Bataillon de Chasseurs d’Orléans.
- 1899 : premiers trams électriques desservant la ligne de chemin de fer dite (Bouyou-You) et qui reliait la ville d’Oran au village de Hammam Bouhadjar située à 21 km de Ain Temouchent, 45 km de Sidi-Bel-Abbès et 65 km d'Oran et constituant un véritable carrefour entre les trois provinces.

### Années 1900
- 1900 : Le seuil des 90 000 habitants est atteint.

Grandes armes de la ville d'Oran (avant1967)

- 1902 : Construction de la Maison du Colon sur la Place Karguentah, par l'architecte Wolf.
- 1903 : Au mois d'avril Émile Loubet, président de la République française en visite à Oran.
- 1906 : 101 009 habitants à Oran.
- 1907 : Édification de l'Opéra (théâtre).
- 1909 : 14 décembre, sur un terrain de la Es Senia, Julien Serviès effectue le premier vol retentissant en Oranie, avec un monoplan Sommer. Le 9 janvier suivant, un grand meeting rassemble quarante mille personnes, toujours à la Es Senia, en présence du futur Maréchal Hubert Lyautey qui n'est alors que général de division.
- 1911 : 118 023 habitants à Oran.
- 1912 : Ouverture de la première école coranique libre et moderne Zaouïa Derkaouia Mahajia de Si Tayeb Al Mahaji (Alem Jalil) à Oran M'dina-Jdida (Tahtaha), appelé par la suite la Mosquée Cherifia en l’honneur des Chorafas d’Al Mahaja. Et l’un des fondateurs de l’Association des oulémas musulmans algériens. Après sa mort le vendredi 17 octobre 1969 il fut enterré au cimetière Moul-Eddouma (Les Planteurs).
- 1913 : Ouverture au culte de la cathédrale du Sacré-Cœur (place Jeanne d’Arc).
- 1914 : Durant la première Guerre mondiale, 24 000 Algériens furent tués sur les lignes du front, notamment victimes de gaz moutarde.
- 1917 : Le gouverneur Jean-Pierre Bordes réalisa la nouvelle route du port sur piliers
- 1921 : 138 212 habitants à Oran.
- 1921 : Le club AS Marine, fondé en 1919 sous le sigle A.S.M.O., remporte le premier championnat d'Afrique du Nord de Football.
- 1925 : Le docteur Molle est élu maire d'Oran, et « député anti-juif ».
- 1926 : 145 183 habitants à Oran.
- 1926 : 1er mars : création du premier club musulman à Oran, l'Union sportive Musulmane d’Oran (USM Oran).
- 1927 : On construisit vers la fin des années vingt le lycée Ardaillon aujourd'hui baptisé Ben Badis.
- 1930 : Création de nouveaux quartiers, moins denses et plus luxueux, achevant l'urbanisation de la première couronne, dans sa partie orientée vers l'intérieur du pays ; ces quartiers sont Gambetta supérieur, Bon Accueil, les Castors, Médioni, Boulanger, Cité Petit, Magnan Ce dernier quartier possédait un grand établissement scolaire primaire, l’école Magnan, belle et robuste construction du début du siècle. Elle est située sur la rue Aristide Magnan… Ce développement se poursuit tous azimuts avec la création de quartiers débordant la première couronne (quartier de Saint-Hubert, Les Palmiers, Point du Jour, Gambetta…).
- 1930 : Le Port d’Oran dépasse en tonnage celui d’Alger.
- 1930-1932 : Oran Es Senia est l'aérodrome utilisé sur lequel sont établis plusieurs records mondiaux de durée et de distance en circuit fermé.
- 1930 : Il y a également La Mosquée et la Médersa El-Hayat gérées par l’association des Oulamas (Islah) et le grand dramaturge égyptien Youssef Wahby.
- 1931 : 187 981 habitants à Oran.
- 1931 : Club Des Joyeusetés (C.D.J.), est le premier club d’Oran vainqueur de la coupe d’Afrique du Nord de Football. Il est issu du quartier israélite ou Derb El Houde. La partie supérieure de ce dynamique quartier est appelée Akbet Zabak (La Rue de Wagram).
- 1932 : Début de la construction d’une route longeant la corniche oranaise partant de la petite anse du Fort Lamoune, anciennement appelé Bordj El-Houdi, contournant la pointe au-dessus de ce promontoire, pour gagner à flanc de montagne Sidi Dada-Youb, la rade et le fort de Mers El Kebir, soit plus de six kilomètres, dont 2,4 km furent taillés dans le roc. La route fut achevée en avril 1935.
- 1933 : fondation de l'ASM Oran.
- 1935 : Djenane Djato (Lamur), Une vaste zone occupée par d’anciens vergers. Servait d'espace vide. Elle était libre de toute construction au début des années trente. La première édification fut la prison civile d’Oran de 1935 à 1939.
- 1935 : l'Association des oulémas musulmans algériens, délègue à Oran Cheikh Saïd Zamouchi pour la création de la Médersa, en vue d’enseigner l'arabe et la religion. Notons que Si Tayeb Al Mahaji (Alem Jalil) est le beau-père de Cheïkh Saïd Zamouchi.
- 1936 : Création de l'association El-Falah à Oran sous l’égide de Cheikh El Miloud Al Mahaji et de la Médersa du même nom. Il s’est singularisé en étant le premier étudiant de l’ouest algérien du Cheikh Abdelhamid Ben Badis à Constantine.
- 1936 : 217 819 habitants à Oran. Le 1er août 1936, nait à Oran le créateur et couturier français Yves Saint Laurent.
- 1936 : Le nombre de Marocains dans le département d’Oran est de 19 902, dont 4 395 vivaient dans la ville d’Oran.
- 1936 : GC Oran (Gallia d'Oran) Champion d'Afrique du Nord de football. C'est le troisième club d'Oran à devenir champion.
- 1937 : Construction du Marché Michelet avec ses trois entrées, ses deux niveaux et ses vendeurs de fleurs.
- 1940 : Début de la construction de la nouvelle préfecture.

### Seconde Guerre Mondiale
- 1940 : L'armistice franco-allemand du 22 juin consacre l’échec des armées françaises, la flotte reste libre.
- 3 juillet 1940 : Attaque de Mers el-Kébir. La flotte française de l'Atlantique basée à Mers el Kébir, est bombardée par la flotte britannique, en provenance de Gibraltar, entraînant la perte de trois cuirassés : le Dunkerque, le Provence et le Bretagne.
- 6 juillet 1940 : la marine française déplore 1 297 morts ou disparus et 351 blessés. Ces soldats reposent au cimetière marin de Mers el Kébir.
- 14 janvier 1941 :, le futu prix Nobel de littérature Albert Camus arrive à Oran avec Francine Faure, la jeune Oranaise qu'il épousera à Lyon en France à l'âge de 28 ans. Il s'installe à présent avec sa femme dans un appartement prêté par sa belle-mère Christiane sur la Rue d'Arzew (actuellement Larbi Ben M'Hidi).
- 1941 : les jeunes juifs d'Oran frappés par le numerus clausus imposé par le gouvernement de Vichy, quittent l'école française. André Benichou ouvre sa fameuse école privée où a enseigné Albert Camus.
- 8 novembre 1942 : début de l'opération Torch ; les Américains débarquent à Arzew et sur les plages des Andalouses, les troupes du régime de Vichy, procèdent à des tirs à partir des batteries de Gambetta. Le 10 novembre, le cessez-le-feu intervient à Oran, à la suite de l'accord Darlan-Clark. Le commandant en chef des troupes alliées était le général Eisenhower futur président des États-Unis. L'Opération Torch est le point de départ de la campagne de Tunisie. Année des Bons (aâme el Boun) : la misère frappe Oran.
- 1942 : Ouverture du cimetière chrétien au quartier de Petit-Lac appelé le cimetière des Alliés pour recevoir les dépouilles des militaires tués lors de la Seconde Guerre mondiale.
- 1942 : lors du débarquement Américain à Oran, Blaoui M'Hamed El Houari est engagé comme pointeur aux docks du port. Sans oublier que le martyr Ahmed Zabana fut l'ami d'enfance du grand cheikh Blaoui, il puisera dans le répertoire des vieux bédouins oranais. Blaoui El Houari est lui aussi un révolutionnaire qui fut incarcéré dans une ferme utilisée comme camp de concentration (ferme Cola) à Saint-Denis-du-Sig.
- 1943 : Les années noires de la Deuxième Guerre mondiale. L'alimentation était rare et les soins aléatoires en face des grandes épidémie, telle que le typhus (aâme typhus).
- 19 mai 1943 : la ville d'Oran est bombardée par l'aviation allemande entre 22 heures et 22 heures 30. La formation d'attaque comprenait 52 bombardiers, dont 43 de la classe Junkers 88 et 9 de la classe Heinkel 111, qui avaient décollé quatre heures auparavant de leurs bases en Sardaigne. Les dégâts sont surtout matériels, une partie du port est en flammes. La censure interdit aux journaux locaux de publier le bilan des pertes humaines.
- 1943 : En novembre, le cuirassé de 50 000 tonnes USS Iowa (BB-61), portant à son bord le président Franklin Delano Roosevelt qui se rend à la conférence du Caire, puis à celle de Téhéran, accoste à Mers el Kébir, probablement le seul port de l'Afrique du Nord susceptible d'accueillir rapidement à la jetée nord, bord à quai, un tel navire. De là, Roosevelt gagne l'aérodrome de Es Senia.
- 1943 : Le café El-Widad a été créé par un groupe de militants nationalistes en plein centre ville européen d'Oran. Cet établissement jouera un important rôle dans le développement du patriotisme algérien. Au fil du temps, il devient un centre de regroupement des différentes tendances représentatives des partis de l'époque.

### Après-guerre
- 8 mai 1945 : le monde entier célébrait la fin de la Seconde Guerre mondiale en Europe. On organisa dans la ville d'Oran, des combats de boxe professionnels et amateurs ou se produisirent Bob Omar, Houari Godih, Hocine Khalifa, Bachir Cheraka et les trois frères Sebbane.
- 9 mai 1945 : fondation du SCM Oran.
- 11 mai 1945 : la police des renseignements généraux a regroupe les nationalistes de tous bords : Oulémistes, Manifestes, PPA, à la suite des graves événements de Sétif et de Guelma.
- Premier périphérique de la ville, qui partait de la clinique Juan.
- 1946 : Construction par Vincent Monréal du stade qui porte son nom, appelé par la suite Stade Habib-Bouakeul.
- 14 avril 1946 : fondation du MC Orandans le quartier populaire d'El Hamri par deux jeunes Hadj Bessol Mohamed (23 ans) et Hadj Serrik Boutaleb (25 ans). Le nom du Mouloudia Club d'Oran a été inspiré de l'anniversaire de Mahomet, club béni par le grand imam de la ville Si Tayeb Al Mahaji (Alem Jalil) et Cheikh Saïd Zammouchi.
- 1946 : El-Jrad : à Oran, au printemps le ciel s'assombrit subitement. Une tempête de sauterelles s'abat sur les toits, se rue sur les arbres et les espaces verts, tout devient noir (aame jrad).
- Après les massacres du 8 mai 1945, les familles oranaises adoptent des orphelins venus de l'est du pays.
- 1947 : Oran est devenue la ville de la peste ce qui a inspiré à Albert Camus son fameux livre (La Peste).
- 1948 : Oran compte 352 721 habitants. La population oranaise originaire d'Espagne est estimée à 65 % du total des Européens, eux-mêmes plus nombreux que les musulmans. Oran est démographiquement la ville la plus européenne de l'Algérie[4].
- 1948 : Construction du Dar El-Chakouri, édifice de style hispano-mauresque d’une grande beauté architecturale. Cette institution était la maison des combattants musulmans (Dar El-Askri), soldats de l’armée française libérés à la fin de la Seconde Guerre mondiale. Elle possédait un service administratif pour les pensions, un service d’aide sociale et un service de l’état civil.
- 1948 : Création de l'État d'Israël par les Nations unies. À l'occasion de la célébration de la Pâque juive, en avril 1948 en sortant du cimetière juif de la Ville Nouvelle. Des bagarres éclatèrent, faisant de nombreuses victimes. Depuis, cette nouvelle situation engendra une profonde déchirure entre les deux communautés d'Oran.
- 1949 : La construction du Balcon de front de mer.
- avril 1949 : dans un hôtel d’Oran (l'Hôtel de Paris) Ahmed Ben Bella, Hocine Aït Ahmed deux responsables de l'organisation secrète du PPA avaient préparé l’attaque de la poste d’Oran en compagnie de Hamou Boutlélis.
- 1950 : Reconversion du Grand Casino (un fameux cinéma) en garage (garage de la Paix).
- 1952 : la ville d’Oran est marquée par de profondes mutations dont la plus importante fut celle de l’approvisionnement en eau douce. Vieux projet du maire d’Oran, entamé par l’abbé Gabriel Lambert dans les débuts des années quarante, Mais c’est sous l’autorité de Henri Fouques-Duparc qu'il fut réalisé. L’eau douce coule dans les robinets de la ville en juillet 1952.
- 1952 : Inauguration de la cantine scolaire par le maire d'Oran Henri Fouques-Duparc.
- 1953 : 415 299 habitants à Oran.
- 1953 : Inauguration par Henri Fouques-Duparc du Grand Marché Sidi Okba à M'dina Jdida.

### Guerre d'Algérie
- 1954 : 457 972 habitants à Oran.
- 1954 : à la veille de la guerre, la Médersa El-Falah fut un noyau d’activistes révolutionnaires.
- 1954 : 1er novembre début de la guerre.
- 1954 : 6 novembre vers neuf heures du matin Zeddour Mohamed Brahim Kacem, depuis peu de retour d'Égypte où il était étudiant, est arrêté par la DST à son domicile. Il a juste le temps d'attirer l'attention des siens pour cacher une mallette. Elle fut placée sous l'oreiller de sa mère feignant d'être malade. Son père Si Tayeb Al Mahaji et son frère, absents de la maison, ne le reverront jamais plus. On apprendra plus tard qu'il avait été sauvagement torturé à Oran. Son père et son frère se présentent le mardi 9 aux locaux de la DST situés dans le quartier historique Saint-Louis, dénommé Sidi El Houari après 1962. Là, il leur est répondu qu'il a été transféré à Alger.
- 1954 : Larbi Ben M'Hidi fut le commandant de la wilaya V qu'il essaya tant bien que mal de diriger malgré le manque de moyens. Il laisse le commandement de la Wilaya à Boussouf au début de l'année 1957[5].
- 1954 :  Ahmed Zahana plus connu sous le nom de Ahmed Zabana fut désigné par Larbi Ben M'hidi en tant que responsable de la zone de Saint-Lucien, la future Zahana dans la banlieue d'Oran (?), chargé de préparer la Révolution avec tout le nécessaire en munitions et hommes[6].
- 1954 : 30 octobre, Ahmed Zahana plus connu sous le nom de Ahmed Zabana a tenu une réunion (?) avec son groupe de combattants au cours de laquelle furent réparties les missions et définis les objectifs ainsi que le point de ralliement à Djebel El Gaâda, à Ghar Boudjelida (grotte de chauve souris) 40 km dans la banlieue d'Oran plus précisément au Douair Chorfa qui était le P.C (poste de commandement) du FLN de la ville d'Oran.[réf. nécessaire]
- 1954 : Les militants conduits par Cheriet Ali Chérif se lancent dans une action avortée contre une caserne. Il se rendit à Ghar Boudjelida à El Gaada du côté de Ahmed Zabana (Ahmed Zahana).
- 1954 : ouverture des abattoirs municipaux sur la zone industrielle de Saint-Hubert arrondissements d'El Hamri, On abattait le matin de bonne heure les bêtes, bovins, moutons et chèvres destinés à la consommation de la population oranaise. Sans oublier les abattoirs les plus anciens d’Oran situés au quartier Saint-Eugène.
- 1956 : Arènes d’Oran : les arènes servirent de centre de tri aux troupes françaises. À l’indépendance en 1962 on essaya de trouver un plan de charge culturel pour animer cette infrastructure (toro-ball).
- 1956 : février, le FLN lance un ordre de grève. À Oran, ce sont les dockers, en grande majorité des musulmans, constitués en un puissant syndicat affilié à la CGT qui donnent le départ au mouvement le 2 février et se rendent en cortège, de la ville arabe jusqu'à la préfecture.
- 1956 : mai : boycott des compétitions officielles et sabordage de toutes les associations musulmanes de toute l’Algérie. Le Nidam FLN organisait tournois entre les formations des Hawma d’Oran comme Médioni, M’dina J’dida, Lamur et de la périphérie El Karma, Sidi Chahmi, Douar Sénia, Saint-Denis-du-Sig, ainsi que d’autres villes régionales comme USM Bel-Abbès.
- 1956 : Mohamed Benahmed dit Commandant Moussa, est connu des maquisards comme étant l’homme du 2 octobre 1956. À l’époque, il était à la tête du bataillon Mourad qui opérait dans la région d'El Bayadh-Aflou. Le 2 octobre 1956, ce bataillon tendit une embuscade à un long convoi militaire français dans les monts du djebel Amor, embuscade qui s’était prolongée en des accrochages qui avaient duré plus d’une semaine, se déplaçant de lieu en lieu à la suite des pilonnages incessants de l’aviation.
- 1957 : Ahmed Wahby (Driche Ahmed Tidjani) rallie la troupe du FLN avec laquelle il sillonne les capitales de l’ex-bloc socialiste, de la majorité des pays arabes et de l’Asie (Chine notamment).
- 1957 : Hamou Boutlélis (qui est ce célèbre inconnu?) a été enlevé à la veille de sa libération après 8 ans passés en prison à cause de son militantisme au sein du PPA et a disparu sans laisser de traces.
- 1958 : 28 janvier, Cheriet Ali Chérif, le dernier militant nationaliste à être guillotiné. Il est natif de la même région que son camarade de combat, Ahmed Zabana (Ahmed Zabana), considéré par les indépendantistes comme leur premier martyr à être guillotiné le 19 juin 1956.
- 1958 : Construction du stade municipal baptisé "Henri Fouques-Duparc", dans le quartier Lyautey (Arrondissements d'El Hamri) d'une capacité de quarante-cinq mille places. Et l'inauguration du stade par un grand match de gala opposant Real Madrid – Stade de Reims. Le Real Madrid est alors champion d’Europe et Reims est Champion de France. Le stade municipal appelé par la suite stade 19 juin aujourd’hui rebaptisé Stade Ahmed-Zabana.
- 1958 : 6 juin, visite du général de Gaulle à Oran.
- 1959 : Inauguration de la chapelle de la Vierge (Notre Dame du Salut).
- 1959 : Entretien du général de Gaulle avec Pierre Laffont, directeur de L’Écho d’Oran.
- 1959 : 370 000 habitants à Oran.
- Le Plan du Groupement d’Oran de 1959, préconise l’extension de la ville vers l’est. Entre-temps, la connexion avec les faubourgs se réalise : Gambetta, Saint-Eugène, Lamur, Boulanger et Maraval mais aussi Choupot, Cité Petit, tout en conservant leur spécificités, sont désormais reliés au centre… Bientôt Es Senia… Déjà, M’dina Jdida fonctionnait comme pôle d’attraction de la population algérienne de la région. Avec El Hamri, M’dina Jdida exerce sa fonction de lieu de mémoire et de mobilisation du mouvement national. La socialisation des masses populaires passe autant par les partis politiques que par les clubs sportifs dont le plus populaire et le plus titré était alors L’Union Sportive Musulmane d’Oran, l’USM Oran. Des Chorafas d’Al Mahaja viennent dispenser des cours d’arabe et de religion. Ils forment des générations de jeunes qui vont militer dans les différents courants du mouvement national. Autour de Houari Souyah, de Mohamed Benahmed dit Commandant Moussa, dans les  Médersa MTLD ou réformistes, dans les cercles politiques et le mouvement scout, dans les clubs de football, l’ASM Oran, le MC Oran, l’EM Oran des jeunes se mobilisent a M’dina J'dida, mais aussi dans les faubourgs de Lamur de Médioni de Lyautey (les Arrondissements d'El Hamri) de Victor Hugo et dans les autres quartiers.
- 1960 : Construction du palais des sports baptisé par le maire d’Oran Henri Fouques-Duparc.
- 1960 : profanation du cimetière juif d'Oran.
- 1960 : 24 janvier, Premières barricades rue du général Leclerc, en écho à l'insurrection algéroise des militants de l'Algérie française (semaine des barricades).
- 1961 : août, apparition de l'OAS. Les statistiques donnent à Oran 400 000 habitants : 220 000 Européens et 180 000 musulmans. Le couvre-feu est décrété à 21 heures. La ville est partagée en deux. Le FLN contrôle les 180 000 musulmans de M'dina J'dida, des faubourgs Médioni, Lyautey, Lamur et Petit Lac sur lesquels flotte le drapeau vert. L’OAS contrôle les quartiers du centre, Gambetta, Eckmühl, Saint-Eugène, la Marine et Saint-Louis.
- 1962 : Le 19 mars, Annonce du cessez-le-feu.
- 1962 : Recrudescence des attentats. L'un des chefs de l'OAS, Edmond Jouhaud, est arrêté le 25 mars. Juin : incendie du port. Massacre du 5 juillet 1962 (1 300 morts selon les sources helvétiques, 3 000 selon les archives pieds-noirs.) Fin de la présence française.

### Indépendance
- 1962 : le 5 juillet (Fête de l'indépendance), deux jours après la proclamation officielle de l’indépendance de l’Algérie, enlèvement et assassinat par le FLN de plusieurs milliers de Pieds-noirs (sources allant de 1 100 à 2 000 morts) sans intervention de l'autorité algérienne ni celle des soldats français encore présents bien que le gouvernement français eût été immédiatement informé de ces massacres (les accords d'Évian stipulant qu'entre mars 1962 et le jour de l'indépendance, l'autorité et la sécurité publique serait du seul ressort du Gouvernement provisoire légitime reconnu d'Algérie). Au bas de la rue de la révolution, à 11h15 du matin, des coups de feu éclatent entrainant une panique générale. La foule se lance dans un massacre vengeur de tous les occidentaux. Il y eut de nombreuses victimes et parmi celles-ci dix Juifs. Le grand imam de la ville Si Tayeb Al Mahaji (Alem Jalil), condamna ces crimes. Plus tard le président Ahmed Ben Bella a arrêté les commanditaires de ces massacres[7].
- 1962 : La statue de la place Jeanne d'Arc est rapatriée après l’indépendance à Caen.

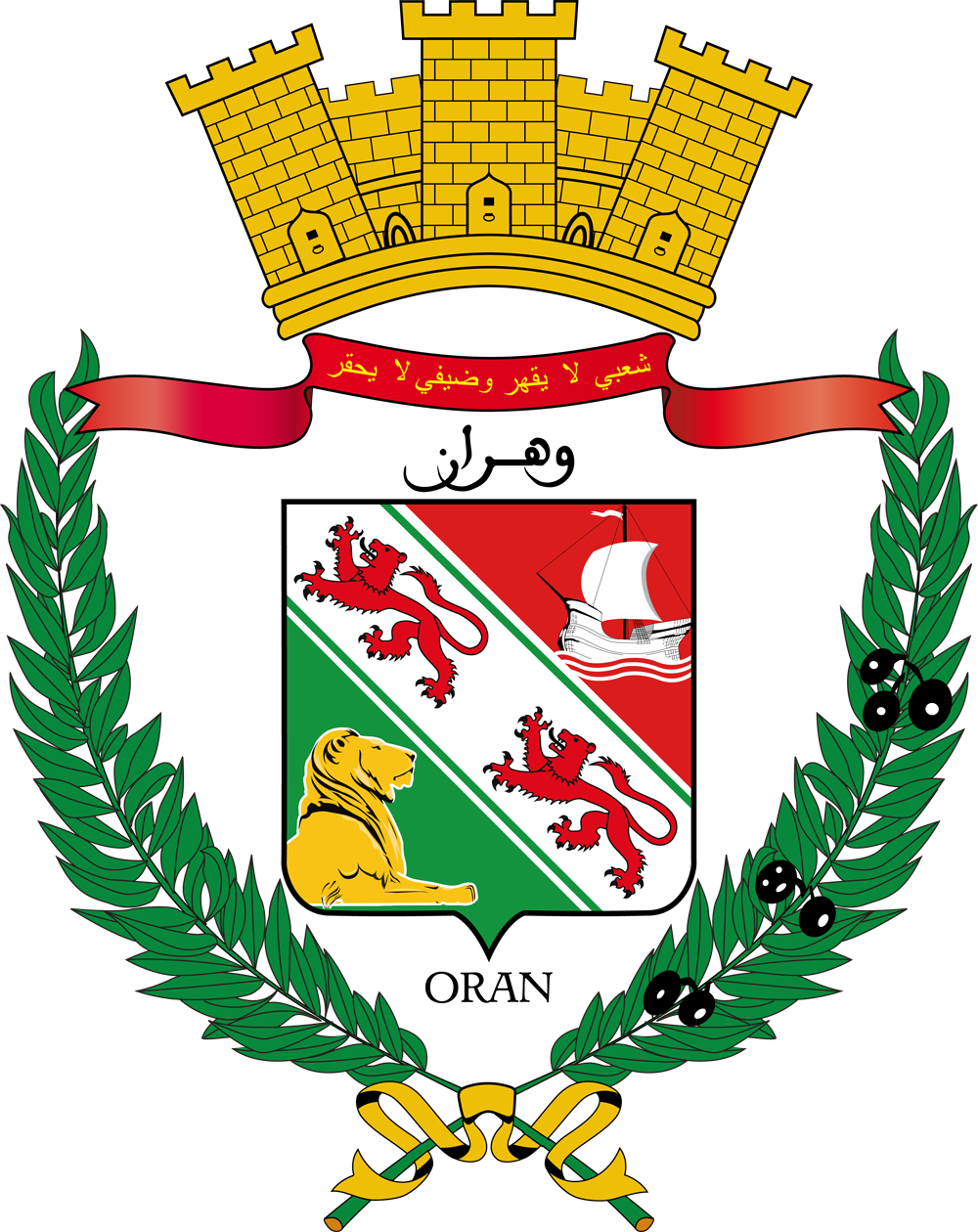
Armoiries de la ville d'Oran après l’indépendance.

- 1962 : Le premier maire élu après l’indépendance est Seghier Ben Ali. Il a été précédé par Brahim Tayeb Mokhtar (Si Mokhtar Al Mahaji).
- 1962 : Houari Souiah est le premier préfet d’Oran après l’indépendance.
- 1962 : La Medersa El-Falah.
- 1962 : Juillet le gouvernement algérien, en accord avec la municipalité d’Oran, baptise une avenue du nom de l’inspecteur de l’enseignement Max Marchand.
- 1963 : Le SCM Oran est le premier club d’Oran champion de la Ligue de Région de football, après l'indépendance (1962/63).
- 1963 : Des juifs oranais rejoignent soit la France ou, quelques années plus tard, Israël, .
- 1964 : L'ASM Oran est le deuxième club d’Oran à être champion de la Ligue de Région de football après l'indépendance (1963/64).
- 1965 : 17 juin : Ahmed Ben Bella, le premier Président de la république algérienne, et ancien joueur de l'Olympique de Marseille assiste au stade municipal (Stade Ahmed-Zabana) d'Oran, en compagnie de 60 000 spectateurs, au match amical opposant l'Algérie au Brésil.
- 1967 : 20 juillet Seghier Ben Ali est élu maire de la ville d’Oran.
- 1969 : vendredi 17 octobre : Décès de Si Tayeb Al Mahaji (Alem Jalil) ; il est enterré dans le cimetière Moul-Eddouma (Les Planteurs). Il lègue un patrimoine culturel de grande valeur dont les œuvres traitent de l’histoire, de la linguistique et des sciences religieuses.
- Dans les années 1970 l’industrie pétroliere s’est installée à Arzew. Les autorités de l'époque détournent le Barrage de Tafna vers la zone industrielle et le port d’Arzew situé à 50 km de la ville d’Oran pour assurer les exportations de pétrole et de gaz, privant la capitale de l'Ouest algérien (Oran) d'eau douce.
- 1971 : Le MC Oran est le premier club d’Oran vainqueur du Championnat national (1970/71).
- 1975 : La Grande synagogue d'Oran est transformée en mosquée. Ce lieu de culte est devenu la mosquée Abdellah Ben Salem, celui-ci était un riche juif médinois qui se convertit à l'islam. Le premier imam de la mosquée est Cheikh Zoubir Abdelkader, qui, pendant 17 ans, officiera avec une grande ferveur et un profond prosélytisme religieux.
- 1975 : 1er juin : Redécoupage territorial de la wilaya d’Oran.
- 1975 : 19 juin : Le MC Oran est le premier club d’Oran vainqueur de la Coupe d'Algérie de football.
- 1976 : Les casernes sont libérées par l’ANP et remises à l’État qui, à son tour, les rétrocède à la commune d’Oran. En 1995, les autorités de la Wilaya transforment les lieux en lycée et CEM.
- 1985 : La cathédrale du Sacré-Cœur est reconvertie en bibliothèque municipale.
- 1985 : Le premier festival du raï est organise à Oran. Le gouvernement atteste le raï comme musique nationale.
- 1986 : Construction du parc d’attraction.
- 1991 : la vie politique dominée par des conservateurs religieux.
- 1991 : en décembre, victoire du FIS au premier tour des élections législatives.
- 1992 : manifestations politiques de toutes tendances.
- 1992 : période de violences opposant l'État aux ultraconservateurs religieux constitués en groupes armés.
- 1992 : guerre civile algérienne.
- 1993 : Ahmed Wahby meurt, il fut enterré à Alger.
- 1994 : 10 mars, Abdelkader Alloula considéré dans le Maghreb comme un des plus populaires dramaturges algériens meurt assassiné par des terroristes.
- 1994 : 29 septembre Cheb Hasni, Roi du Raï, meurt assassiné par des terroristes à l'âge de 26 ans.
- 1995 : le comédien Boumediene Sirat alias Diden est mort, il est enterré dans le cimetière d'Ain Beida à Oran.
- 2008 : Le premier Festival de la musique et de la chanson oranaise est organisé à Oran, sous le parrainage de Blaoui M'hamed El Houari et la commissaire du festival, Mme Rabéa Moussaoui.